# Anochetus tua
Anochetus tua é uma espécie de formiga do gênero Anochetus, pertencente à subfamília Ponerinae.